# Loureiro tinto
Loureiro tinto es una variedad de uva (Vitis vinifera) tinta española. También se la conoce con los nombres de: loureiro tinta o loureira tinta. Tiene bayas de tamaño pequeño y forma redonda. Es autóctona de Galicia, único lugar donde se cultiva. Según la Orden APA/1819/2007, por la que se actualiza el anexo V, clasificación de las variedades de vid, del Real Decreto 1472/2000, de 4 de agosto, por el que se regula el potencial de producción vitícola, loureiro tinto se considera variedad recomendada para la comunidad autónoma de Galicia. Produce vinos de calidad con mucho aroma, pero siendo escasa, no se usa como varietal sino como complementaria de otras. Hay una loureira blanca, un poco más abundante que esta variedad tinta.